# Dubi Avit
Dubi Avit (en llatí Dubius Avitus) va ser un magistrat romà nomenat prefecte (governador) de les Gàl·lies i la Germània Inferior durant el regnat de Neró, càrrec en el qual va substituir Paulí.
Els frisis van ocupar les terres de cultiu a la vora del riu Rin, i Dubi els va demanar de sortir a menys que obtinguessin el permís de l'emperador. Els frisis van enviar dos ambaixadors a Roma a demanar el permís i encara que van rebre honors i la ciutadania romana, es va ordenar als frisis d'evacuar les terres ocupades.
Una vegada es van retirar els frisis (els que van resistir van ser massacrats per la cavalleria romana) els terrenys els van ocupar els ampsivaris (ampsivarii) que havien estat expulsats de les seves terres pels caucs (chauci) i demanaven a Roma un lloc per establir-se. Dubi no els va permetre restar al lloc, però va donar al seu cap Boiocalus, amic de Roma, una peça de terra que el cap germànic va rebutjar considerant que allò volia ser un suborn per trair els seus, i es va aliar amb els tèncters i brúcters per resistir als romans.
Dubi va demanar ajut a les legions de Curtili Mància, i va envair el territori dels tèncters, que van agafar tanta por que van trencar l'aliança amb els ampsivarii, exemple que va ser seguit pels brúcters que també van abandonar l'aliança i finalment els ampsivaris van haver de sortir de les terres ocupades.